# Centro histórico de Cuenca (Ecuador)
El Centro Histórico de Santa Ana de los Ríos de Cuenca, cuya zona central ocupa 224,14 hectáreas, es un lugar turístico de la ciudad de Cuenca, provincia del Azuay, declarado Patrimonio de la Humanidad por la UNESCO desde 1999.

## Historia
Su fundación data de 1557 por el virrey Andrés Hurtado de Mendoza, y su independencia fue declarada en 1820. Sin embargo, la historia local se remonta a la aldea nativa cañari de Guapondeleg (llanura tan grande como el cielo, del año 500), más tarde conquistada por los incas y llamada Tomebamba.

## Características
Cuenca, una ciudad “de tierra adentro” fue fundada en 1557 "de conformidad con la estricta normativa urbanística promulgada treinta años antes por el emperador Carlos V".
El trazado del Centro Histórico en la actualidad mantiene el plan ortogonal establecido cuatro siglos atrás.

## Criterios
Para ser incluido en la Lista del Patrimonio de la Humanidad, la UNESCO determinó que el Centro Histórico de Cuenca cumple tres criterios de selección:
Criterio (ii): Cuenca Ilustra la perfecta implantación de los principios de planificación urbana del Renacimiento en las Américas.
Criterio (iv): La exitosa fusión de las diferentes sociedades y culturas de Hispanoamérica está simbolizada de manera notable por el diseño y el paisaje urbano de Cuenca.
Criterio (v): Cuenca es un ejemplo sobresaliente de una ciudad virreinal española de tierra adentro planificada.

## Potencial turístico
El Centro Histórico de Cuenca tiene casas e iglesias construidas en el siglo XIX como principales características turísticas. Además hay museos, mercados, parques, plazas y la zona del Barranco, junto al río Tomebamba.
Esta zona se puede ver de manera amplia desde los miradores de Cullca y Turi.

## Iglesias
- Catedral Nueva
- Catedral Vieja
- San Sebastián
- San Blas
- Cenáculo
- San Alfonso
- Todos Santos
- San Francisco
- Santo Domingo
- Espadaña de las Conceptas
- San José